# Xã Coalfield, Quận Divide, Bắc Dakota
Xã Coalfield (tiếng Anh: Coalfield Township) là một xã thuộc quận Divide, tiểu bang Bắc Dakota, Hoa Kỳ. Năm 2010, dân số của xã này là 34 người.